# Ufa-Palast am Zoo
L'Ufa-Palast am Zoo, situat a prop del Jardí Zoològic de Berlín a la zona del Nou Oest de Charlottenburg, va ser un cinema berlinès propietat d'Universum Film AG, o Ufa. Inaugurat el 1919 i ampliat el 1925, va ser el cinema més gran d'Alemanya fins al 1929 i va ser una de les principals ubicacions d'estrenes cinematogràfiques del país. L'edifici va ser destruït el novembre de 1943 durant el bombardeig de Berlín a la Segona Guerra Mundial i substituït el 1957 pel Zoo Palast.

## Història

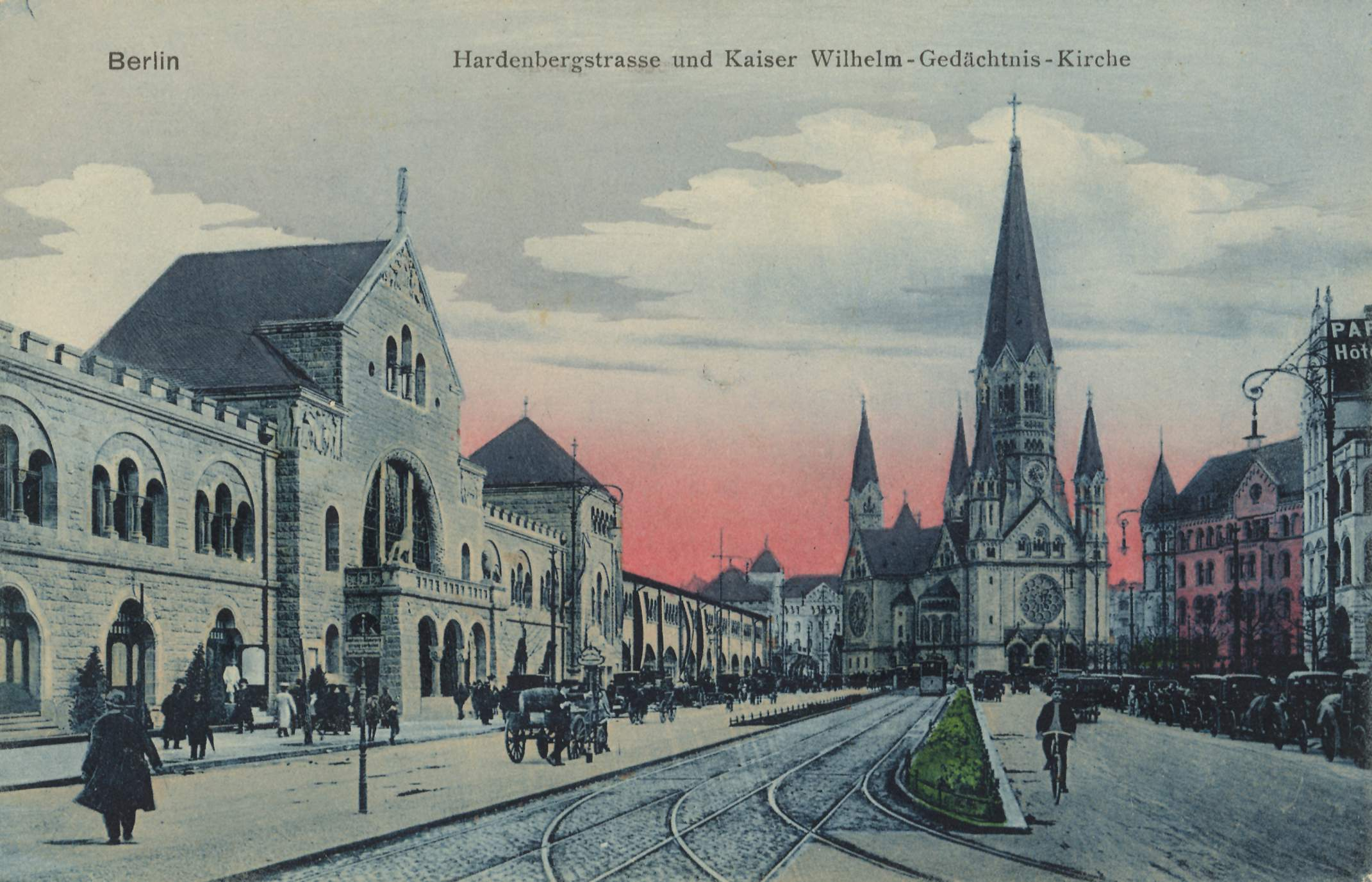
L'Ausstellungshallen am Zoo (esquerra) i l'Església Memorial Kaiser Wilhelm. Postal d'aproximadament el 1910

Aquest edifici neoromànic, localitzat a Hardenbergstraße, va ser dissenyat com a sala d'exposicions per l'arquitecte Carl Gause (1851–1907), que també havia dibuixat plànols per a l'Hotel Adlon. Les obres de construcció es van dur a terme del 1905 al 1906; el complex d'edificis va acollir inicialment la sala d'exposicions Ausstellungshallen am Zoologischen Garten, que rep el seu nom donat que té el zoo de Berlín al costat.

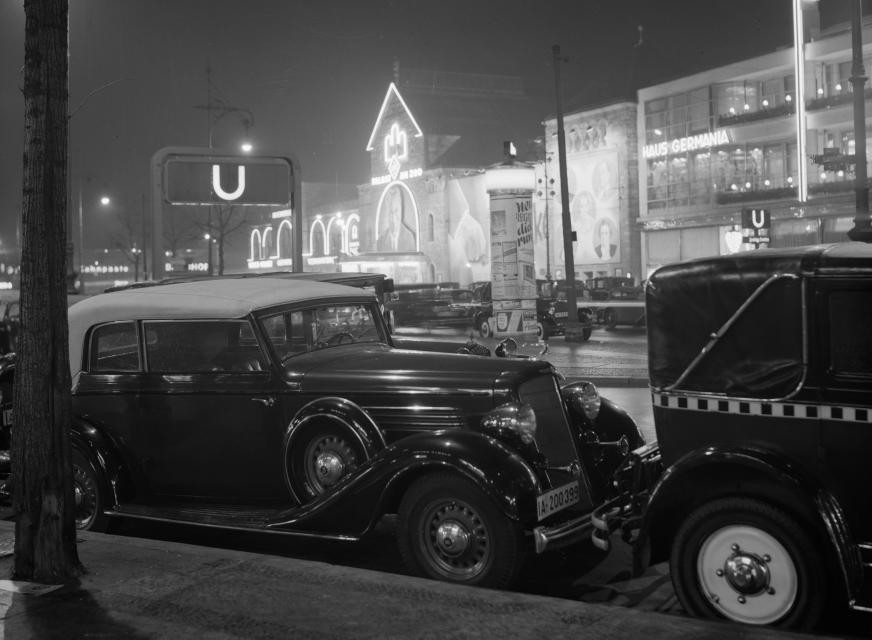
Ufa-Palast, circa 1935

El 1912, Arthur Biberfeld va convertir el saló occidental en un teatre. Entre 1913 i 1915 Oskar Kaufmann va instal·lar projectors per a l'estrena de la pel·lícula Quo Vadis, produïda per la companyia italiana Cines, i, entre 1913 i 1914, el teatre es va anomenar Cines-Palast.
L'any 1919, l'arquitecte Max Bischoff va reconstruir l'edifici per a la nova propietaria, la Ufa, que hi volia hostatjar un cinema de 1.740 seients. La nova instal·lació es va inaugurar el 18 de setembre de 1919 amb l'estrena de Madame Dubarry d'Ernst Lubitsch. El cinema tenia un auditori rectangular amb dos nivells de llotges al prosceni i la resta de seients disposats en fileres en forma de ferradura. Siegfried Kracauer va elogiar les línies de visió des dels seients d'estil d'amfiteatre i l'esquema de colors «discret» i «de bon gust»; la decoració era senzilla, amb panells de faiança al voltant de la pantalla.
El 1925, el cinema va ser reconstruït de nou per Carl Stahl-Urach; es va ampliar fins a 2.165 seients amb la incorporació d'un balcó, es va millorar la il·luminació i s'hi va afegir un orgue. La decoració interior de Samuel Rachman s'assemblava a la dels cinemes de Broadway. Va ser el cinema més gran d'Alemanya fins a l'obertura, el 1929 de l'Ufa-Palast a Hamburg, que esdevingué aleshores el més gran d'Europa.

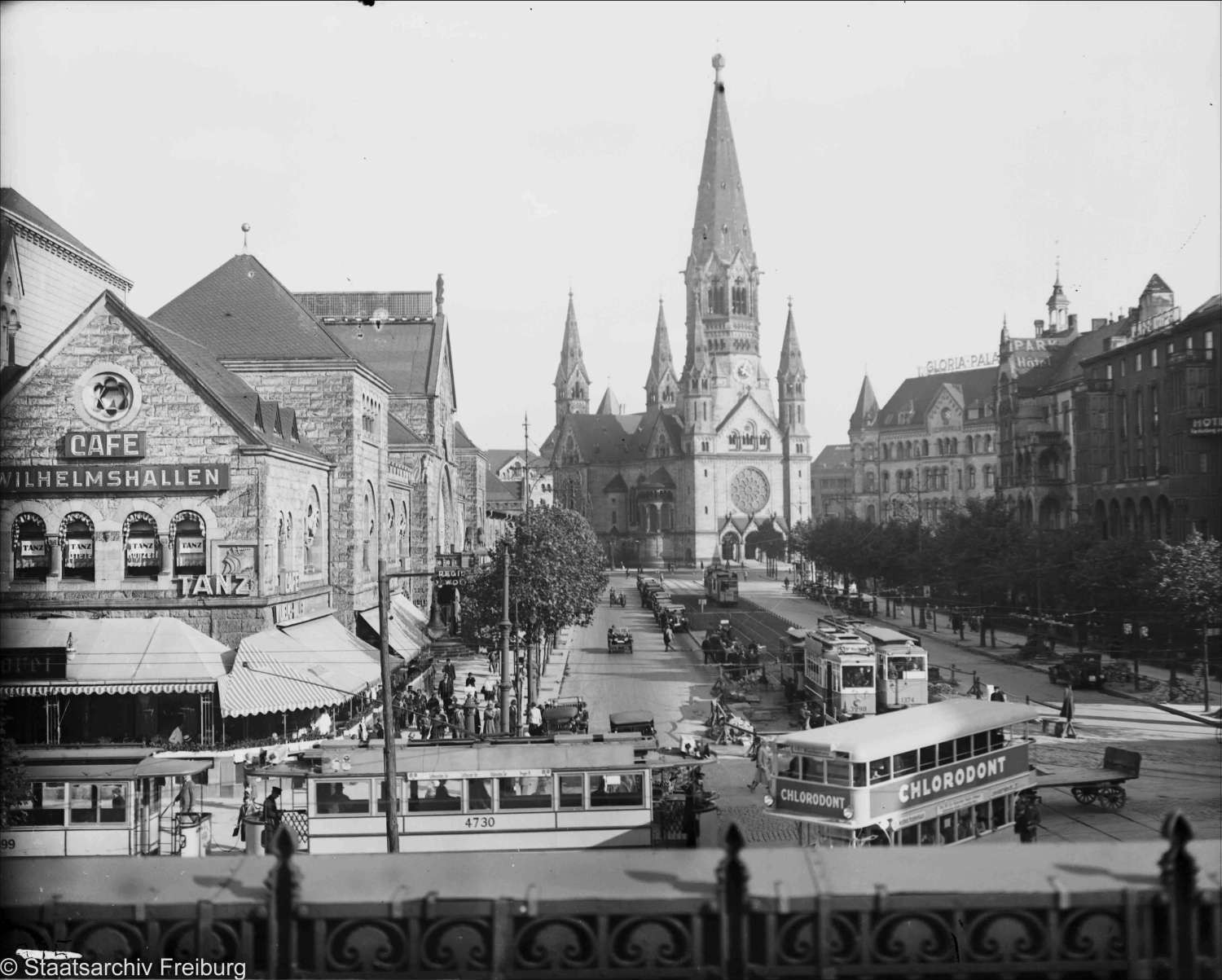
Ufa-Palast, Església Memorial i Gloria-Palast, vists des de l'estació de tren del zoo, l'agost de 1926

La reobertura, el 25 de setembre de 1925, va ser supervisada per Ernö Rapée, un antic empleat de l'empresari de cinema nord-americà "Roxy" Rothafel que va ser contractat per Ufa juntament amb Alexander Oumansky, que havia estat director de ballet al Roxy's Capitol Theatre, per introduir l'estil nord-americà al cinema d'Alemanya. Van disposar d'una orquestra de 85 membres a més d'una banda de jazz, i el mateix Roxy hi va anar a oferir ajuda. El New York Times va informar que, amb la inauguració, la «combinació nord-americana de concert simfònic, ballet i cinema» havia estat importada amb èxit a Alemanya per primera vegada. Rapee va romandre durant gairebé un any com a gerent i com a director musical sènior d'Ufa, paper en el qual va organitzar la música per acompanyar diverses pel·lícules; va marxar després de supervisar l'obertura del nou Gloria-Palast d'Ufa a l'altra banda de la plaça. El cinema Capitol de Berlín, dissenyat per Hans Poelzig, també es va inaugurar el 1925 com a competidor proper a l'Ufa-Palast. El 1928, quan Joseph Goebbels va pronunciar un discurs per denunciar el negoci de l'entreteniment a Charlottenburg, els principals cinemes de Berlín estaven agrupats al voltant de l'Església Memorial Kaiser Wilhelm i alguns havien intentat deliberadament convertir-lo en el «Broadway d'Europa».
Després de la renovació, l'exterior, dissenyat pel dissenyador escènic d'Ufa, Rudi Feld, es va utilitzar per a publicitat. El que va començar amb pantalles de llum i grans cartells va avançar fins a transformacions completes de l'aspecte de l'edifici. Per exemple, per a l'estrena d'Spione l'any 1928, un ull gegantí i estilitzat mirava des del centre de la façana i les lletres del títol, escrites a tota l'amplada de la badia central, es convertien en pupil·les que emetien llum; per a Frau im Mond l'any 1929, la façana estava coberta de llums imitant estrelles, i per sobre de les entrades sobresurtien gratacels, del centre de les quals les maquetes de naus espacials viatjaven fins a un globus lunar i tornaven; per a Asphalt, també l'any 1929, es va muntar una enorme placa semi-transparent d'un carrer (presa dels crèdits de la pel·lícula) a la part davantera, amb edificis, cotxes a gran velocitat en primer pla, i il·luminada i enfosquida alternativament; les portes de fusta es tancaven davant seu, amb el títol escrit en lletres brillants. L'excepció va ser Metropolis de Fritz Lang, que va rebre una doble estrena el 10 de gener de 1927: l'estrena de gala al Ufa-Palast am Zoo va comptar amb la presència del president Hindenburg, però només s'anunciava amb un cartell a sobre de l'entrada on es llegia Welturaufführung (estrena mundial), mentre que l'estrena més petita, principalment per a la premsa, va tenir lloc a l'Ufa-Pavillon am Nollendorfplatz (la primera sala de cinema d'Alemanya, datada el 1912), que per a l'ocasió estava pintada de plata i il·luminada «brillant com un far a la nit», com va dir un crític contemporani, i tenia un gong muntat a l'entrada principal; la breu projecció de la pel·lícula a Alemanya va continuar allà.
Sota els nazis, per a ocasions importants com l'estrena el 1935 de Triumph des Willens de Leni Riefenstahl i la celebració del 25è aniversari d'Ufa el març de 1943, Albert Speer en va modificar la façana i la va vestir amb un gran nombre de banderes amb l'esvàstica amb il·luminació inferior i amb una àguila enorme. Per als Jocs Olímpics d'estiu de 1936 a Berlín, Speer va dissenyar un fals frontó en un estil clàssic simplificat. L'any següent, la resta de la façana fou coberta de la mateixa manera, amb pilones de gran pes fetes de maçoneria que evocaven l'entrada de l'Estadi Olímpic a banda i banda de l'entrada; Un historiador de l'arquitectura ha assenyalat que, excepte per la manca de finestres i la decoració amb cartells de pel·lícules en lloc de símbols governamentals, l'edifici s'assemblava molt a la Cancelleria del Reich de Speer.
L'edifici va ser destruït per un bombardeig el 23 de novembre de 1943. El Zoo Palast es va construir al mateix lloc l'any 1957, construït com un gran festival de cinema pel Festival Internacional de Cinema de Berlín, i totalment renovat el 2011-2013.